# Paola Quattrini
Paola Quattrini, née le 9 mars 1944 à Rome, est une actrice italienne.

## Filmographie partielle
- 1949 : Le Baiser d'une morte (Il bacio di una morta
- 1951 : Le Trésor maudit (Incantesimo tragico) de Mario Sequi
- 1952 : Cour martiale (Il segreto delle tre punte) de Carlo Ludovico Bragaglia
- 1953 : Les Passionnés (Canzone appassionata) de Giorgio Simonelli
- 1954 : Les Enfants de la violence (Guai ai vinti) de Raffaello Matarazzo
- 1955 : La Chasse aux maris de Luigi Zampa
- 1958 : Les Travaux d'Hercule de Pietro Francisci
- 1968 : La più bella coppia del mondo de Camillo Mastrocinque
- 1972 : Les Rendez-vous de Satan (Perché quelle strane gocce di sangue sul corpo di Jennifer?) de Giuliano Carnimeo
- 1974 : Un homme, une ville (Un uomo, una città) de Romolo Guerrieri
- 1982 : Di padre in figlio de Vittorio Gassman et Alessandro Gassmann
- 1992 : Fratelli e sorelle de Pupi Avati
- 1996 : Festival de Pupi Avati
- 1999 : La bomba de Giulio Base
- 2014 : ... E fuori nevica! de Vincenzo Salemme